# Umnak
Umnak, en aléoute Unmax, est une île des États-Unis. Elle fait partie des îles Fox, dans les îles Aléoutiennes, en  Alaska.

## Géographie
Avec une superficie de plus de 1 793 km2, c'est la troisième plus grande des îles Aléoutiennes et la 19e plus vaste île des États-Unis. 
Sur l'île se trouve la caldeira Okmok. Le 12 juillet 2008, elle entre en éruption projetant des cendres à 15 000 mètres d'altitude et contraignant l'évacuation du ranch du fort Glenn.

## Histoire
Fort Glenn, une ancienne base militaire sur le versant nord-ouest de l'île, joue un rôle important lors de la Seconde Guerre mondiale.

## Démographie
Au recensement de 2000, 39 personnes habitent l'île. Son seul village, Nikolski, comprend la totalité de la population.